# 탄도 진자

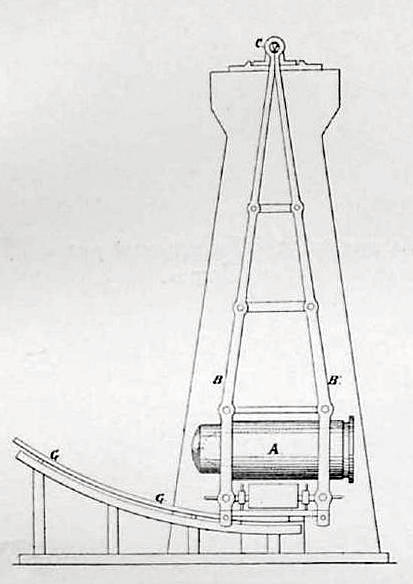
탄도 진자 (1911)

속도를 구하고 높이를 알 수 없다면 탄동진자 또는 탄도진자(영어: Ballistic Pendulum)는 발사대에서 탄환을 발사하면 발사된 탄환이 진자끝에 달린 주머니에 실려 곡선을 그리며 올라간다. 이때 올라간 높이를 측정할 수 있다면 운동 에너지는 위치 에너지와 같다는 식을 이용하여 속도를 구하고 높이를 알 수 없다면 h식을 L-cos(올라간 각도))를 이용한다.] 단 여기서 L은 진자의 길이이다. 일상생활에서 탄동진자는 화약이나 폭탄의 폭발력을 측정할 때 쓰인다. 발사대에서 화약을 이용해 탄환을 발사하고 값을 측정한후 탄환의 속도를 구해 운동량 및 충격량을 측정한다.